# Моноциты

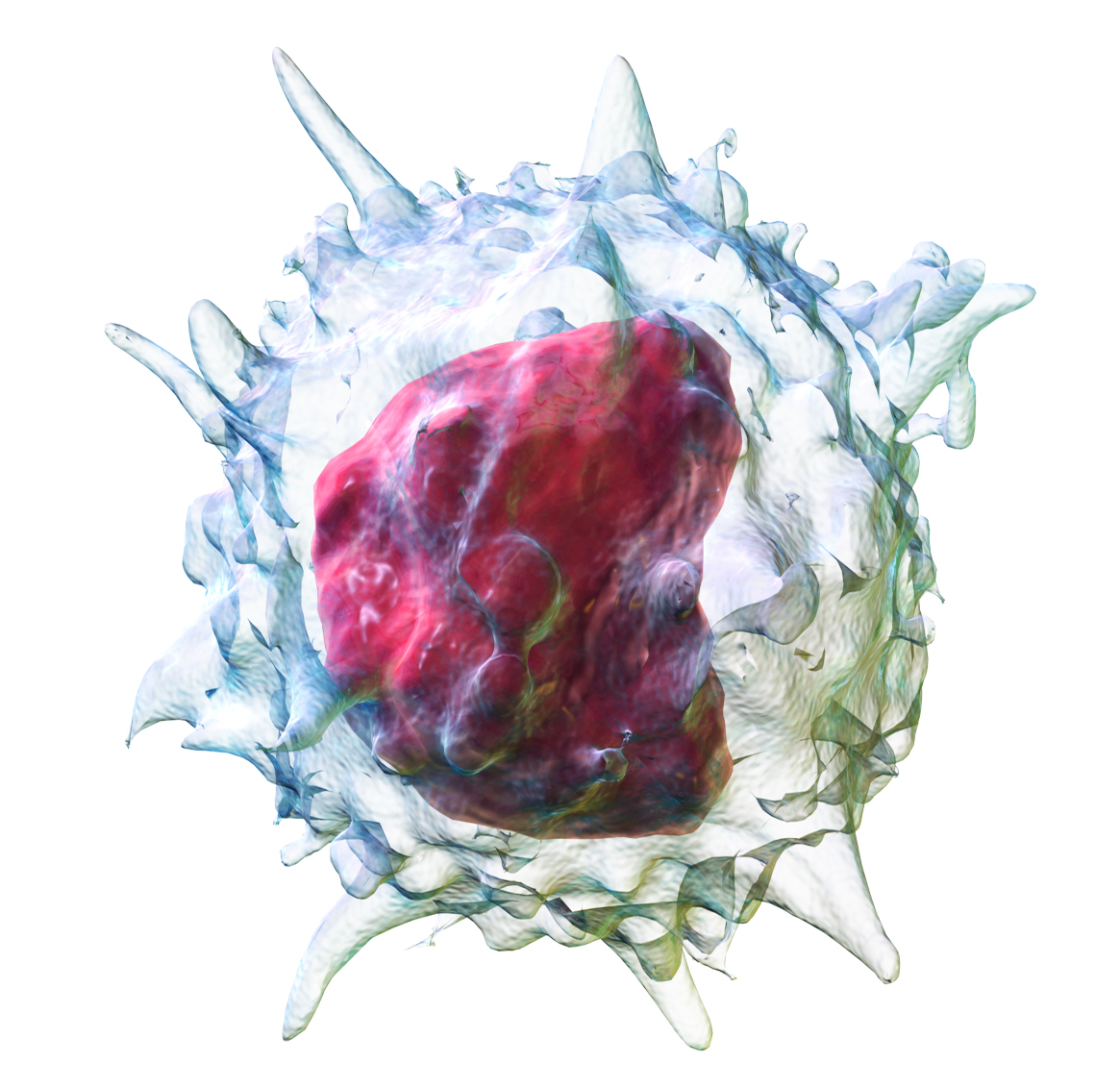
Пространственная модель моноцита

Моноци́ты (от греч. μονος — «один» и κύτος — «вместилище», «клетка») — крупные лейкоциты системы мононуклеарных макрофагов, их диаметр в мазке крови достигает 18—20 мкм. После выхода в кровь моноциты циркулируют в кровотоке 1—2 дня, после чего оседают в тканях и становятся резидентными макрофагами. Моноциты сами по себе являются клетками врождённого иммунитета и несут паттерн-распознающие рецепторы и рецепторы хемокинов, благодаря которым они могут перемещаться в очаг воспаления, где секретируют провоспалительные цитокины и участвуют в фагоцитозе.

## Структура

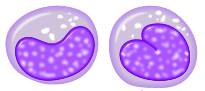
Схема строения моноцита

У взрослого человека на долю моноцитов приходится 6—8 % (по другим данным, 5—10 %) общего числа лейкоцитов крови, кроме того, моноциты присутствуют в костном мозге и селезёнке (у взрослого человека до половины всех моноцитов располагается в селезёнке). Моноциты крупнее прочих лейкоцитов: в капле крови их диаметр составляет 9—12 мкм, а в мазке они сильно распластываются, и их диаметр достигает 18—20 мкм. Ядро может иметь различную форму: бобовидную, подковообразную, реже — дольчатую с многочисленными выпуклостями и углублениями. Хроматин менее конденсирован и красится светлее, чем хроматин в ядрах лимфоцитов. В ядре моноцита гетерохроматин представлен зёрнами, рассеянными по всему ядру, также, как правило, он в больших количествах залегает под ядерной мембраной. В ядре присутствует одно или несколько мелких ядрышек.
Цитоплазма моноцитов менее базофильна, чем у лимфоцитов, и окрашивается бледно-голубым по Романовскому — Гимзе, причём цитоплазма на периферии клетки, как правило, темнее, чем цитоплазма вблизи ядра. В цитоплазме присутствуют мелкие азурофильные гранулы, которые представляют собой лизосомы и придают цитоплазме синевато-серый цвет при окрашивании мазка крови. Моноциты образуют пальцевидные выросты цитоплазмы и фагоцитозные вакуоли, в которые попадает фагоцитированный материал, а также пиноцитозные вакуоли. Моноциты содержат митохондрии небольшого размера и слабо развитые цистерны гладкого эндоплазматического ретикулума, а также шероховатый эндоплазматический ретикулум и аппарат Гольджи, участвующий в образовании лизосом.

## Функции

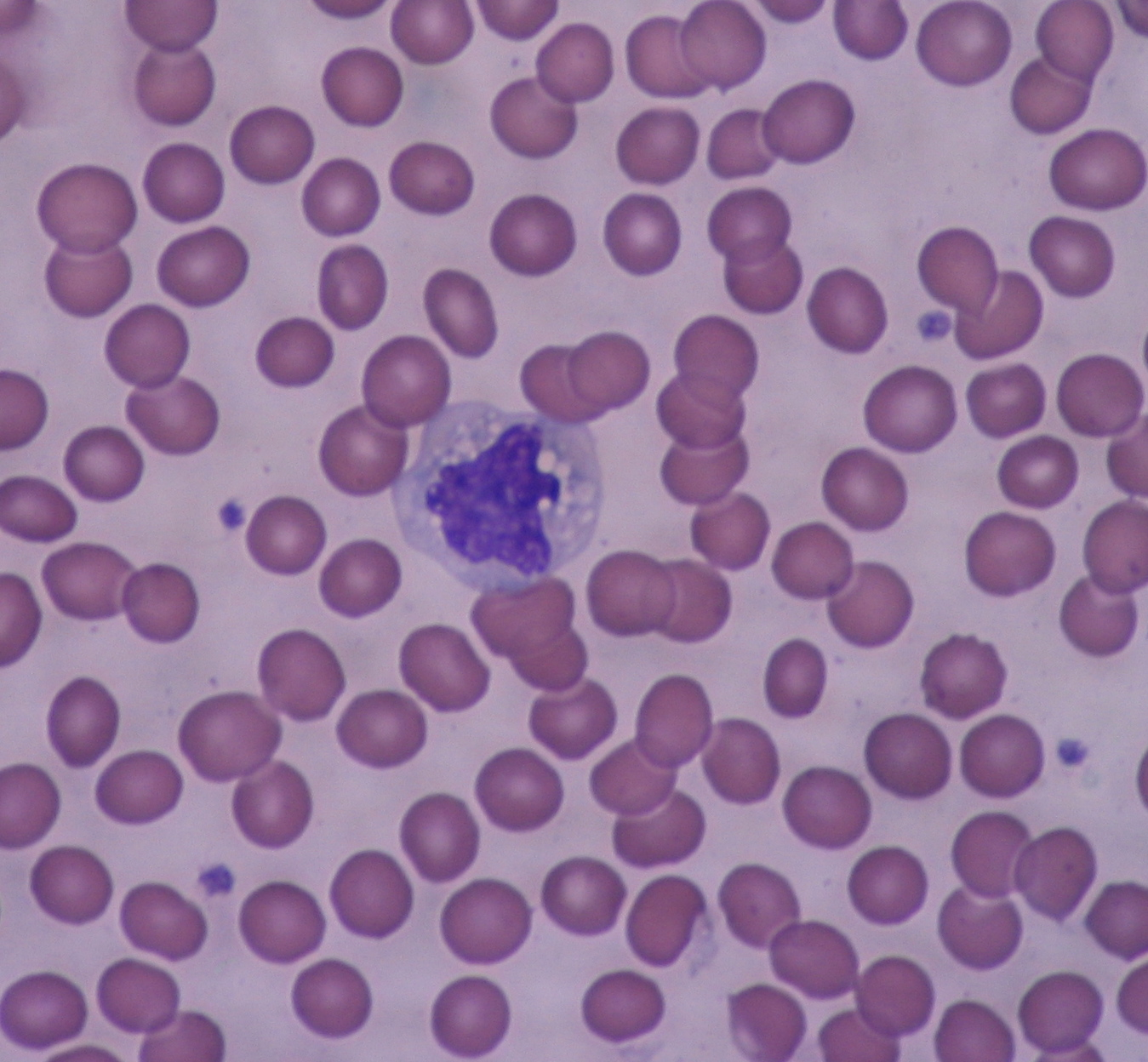
Моноцит в мазке крови

Моноциты относятся к системе мононуклеарных макрофагов, также известной как ретикулоэндотелиальная система. Клетки ретикулоэндотелиальной системы происходят от промоноцитов костного мозга, способны к фагоцитозу и несут рецепторы иммуноглобулинов и компонентов системы комплемента. Моноциты, циркулирующие в кровотоке, представляют собой относительно незрелые клетки, которые находятся на пути из костного мозга в ткани, где они становятся тканевыми макрофагами. После пребывания в кровотоке в течение 36—104 часов моноциты оседают в тканях и становятся макрофагами, при этом в их цитоплазме возрастает количество лизосом, фагосом и фаголизосом.
Моноциты сами по себе представляют собой эффекторные клетки врождённого иммунитета и имеют паттернраспознающие рецепторы и рецепторы хемокинов, благодаря которым способны к миграции в очаг воспаления. В очаге воспаления моноциты осуществляют фагоцитоз и продуцируют провоспалительные цитокины, и под действием провоспалительного микроокружения моноциты дифференцируются в воспалительные макрофаги и воспалительные дендритные клетки, которые впоследствии мигрируют в лимфатические узлы и активируют CD4+ и CD8+ T-лимфоциты. Производные моноцитов, такие как остеокласты, микроглия и другие тканевые макрофаги, являются антигенпрезентирующими клетками. Показано, что активированные моноциты экспрессируют PD1, которые при активации соответствующим лигандом — PD-L1 — начинают продуцировать IL-10, активирующий T-хелперы типа Th2 и ингибирующий T-хелперы типа Th1.
Моноциты периферической крови человека подразделяют на три функционально различные субпопуляции на основании экспрессии поверхностных молекул CD14 и CD16, а также молекул адгезии и рецепторов хемокинов.
- Классические моноциты, композиция поверхностных маркёров[англ.] которых выглядит как CD14++CD16-, составляют 85 % всех моноцитов крови человека. Они также несут паттернраспознающие рецепторы и скавенджер-рецепторы[англ.], с помощью которых опознают и фагоцитируют клетки микроорганизмов, липиды и отмершие клетки. Моноциты этой группы также выделяют большие количества антимикробных пептидов и продуцируют активные формы кислорода. Для классических моноцитов характерна экспрессия хемокинового рецептора CCR2, который распознаёт белок-хемоаттрактант MCP-1, за счёт которого моноциты попадают в очаги воспаления. Моноциты классического фенотипа выходят из костного мозга и селезёнки и при оседании в тканях становятся макрофагами или дендритными клетками[9].
- Промежуточные, или воспалительные моноциты (CD14++CD16+) обладают способностью к секреции провоспалительных цитокинов, таких как фактор некроза опухоли и IL-1β. На их долю приходится 5 % моноцитов крови, однако они особенно многочисленны в костном мозге[10]. Промежуточные моноциты несут на своей поверхности хемокиновые рецепторы CCR5 и CX3CR1[англ.], и под действием лигандов первого из них (в частности, RANTES[англ.] и MIP-1α[англ.]) моноциты этой субпопуляции мигрируют в ткани, где становятся воспалительными M1-макрофагами. Промежуточные моноциты также функционируют как антигенпрезентирующие клетки, так как экспрессируют молекулы главного комплекса гистосовместимости II класса (MHC-II[англ.]) и CD74. Кроме того, они несут скавенджер-рецептор CD163[11].
- Неклассические моноциты (CD14+CD16++) составляют оставшиеся 10 % всех моноцитов в кровотоке. Они способны к адгезии к эндотелиальным клеткам за счёт рецептора CX3CR1, распознающего фракталкин[англ.]. Неклассические моноциты осуществляют «патрулирование» стенок сосудов и постоянно проверяют их на наличие повреждений или патогенов, причём вирусы активируют их при участии TLR7 и TLR8 гораздо сильнее, чем антигены бактериального происхождения, такие как липополисахарид (есть сведения, что к подобному «патрулированию» способны и классические моноциты[12]). После оседания в тканях неклассические моноциты становятся противовоспалительными M2-макрофагами и продуцируют противовоспалительный цитокин IL-10[11].

У мышей выделяют две субпопуляции моноцитов крови: классические (воспалительные) и неклассические (патрулирующие).
При беременности моноциты периферической крови играют важную роль в регуляции иммунного ответа и контролируют развитие плаценты. Моноциты у беременных женщин отличаются, в частности, усиленной адгезией к эндотелию. При миграции моноцитов в децидуальную оболочку матки они преобразуются в макрофаги, за счёт чего в этой ткани образуется пул макрофагов.

## Развитие

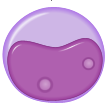
Схема строения промоноцита

Моноциты образуются в костном мозге от предшественников, известных как промоноциты — бипотентных клеток, дифференцировавшихся от гемопоэтических стволовых клеток. Созревание моноцитов известно как моноцитопоэз. После выхода в кровь моноциты циркулируют в кровотоке 1—3 дня, после чего оседают в тканях и становятся макрофагами или дендритными клетками. Моноциты являются самыми крупными клетками крови. Около половины всех моноцитов взрослого человека находится в селезёнке в красной пульпе в обрасти трабекул Бильрота.
В условиях in vitro дифференцировку моноцитов в дендритные клетки можно запустить, добавив гранулоцитарно-макрофагальный колониестимулирующий фактор и интерлейкин 4. Однако эти клетки всё же сохраняют черты моноцитов в своём транскриптоме и не являются полноценными дендритными клетками.

## Клиническое значение

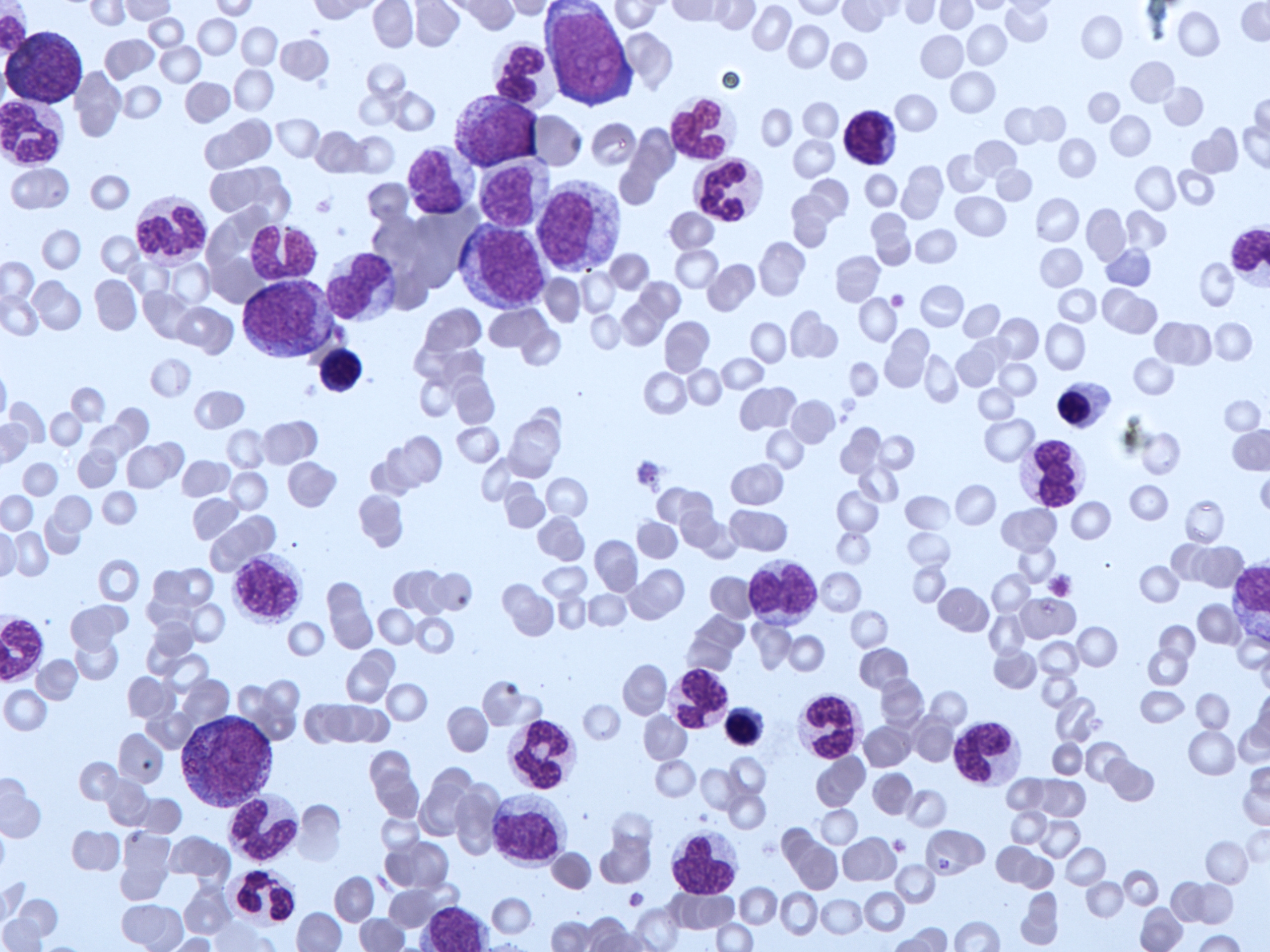
Мазок крови больного хроническим миеломоноцитарным лейкозом. Заметны моноцитоз и наличие в кровотоке незрелых клеток — миелоцитов, метамиелоцитов и промиелоцитов

Моноцитоз — относительно редкое состояние, форма лейкоцитоза, при котором количество моноцитов в крови повышено (у человека превышает 800—1000 клеток на мм³ крови). Моноцитоз может наблюдаться при стрессе, ряде хронических заболеваний, таких как сахарный диабет и атеросклероз, при бактериальных и протозойных инфекциях, а также при раковых заболеваниях, саркоидозе и коллагенозах. При сепсисе может увеличиваться количество CD14+CD16++ моноцитов, а увеличение количества промежуточных (CD14++CD16+) моноцитов может служить фактором риска атеросклероза. Злокачественное заболевание крови, сопровождающееся увеличением числа в крови моноцитов, незрелых и аномальных форм других клеток крови, известно как хронический миеломоноцитарный лейкоз. При этом заболевании резко возрастает количество классических моноцитов при отсутствии неклассических, причём отсутствие неклассических моноцитов может использоваться как диагностический признак.
Монопения — форма лейкопении, при которой в крови снижается количество моноцитов. Крайне низкое количество моноцитов может наблюдаться после курса иммунодепрессантов глюкокортикоидов. Снижение количества неклассических моноцитов характерно для пациентов с наследственной диффузной лейкоэнцефалопатией, сопровождающейся образованием сфероидов. Причиной этого заболевания могут быть мутации в гене, кодирующем рецептор гранулоцитарно-макрофагального колониестимулирующего фактора.